# París-Tours 1919
La París-Tours 1919 fue la 14.ª edición de la clásica París-Tours. Se disputó el 8 de junio de 1919 y el vencedor final fue el belga Hector Tiberghien que se impuso en solitario, en una edición donde solo consiguieron acabarla 15 corredores.  

## Clasificación general[3]
|    | Ciclista          | Equipo | Tiempo     |
| -- | ----------------- | ------ | ---------- |
| 1  | Hector Tiberghien |        | 12h 35'00" |
| 2  | René Vandenhove   |        | a 4"       |
| 3  | Jean Rossius      |        | a 5"       |
| 4  | Honoré Barthélémy |        | a 7"       |
| 5  | Jean Alavoine     |        | a 10"      |
| 6  | Henri Pélissier   |        | m.t.       |
| 7  | Alfons Spiessens  |        | a 13"      |
| 8  | Eugène Christophe |        | a 14"      |
| 9  | René Chassot      |        | a 28"      |
| 10 | Charles Lacquehay |        | a 36"      |